# اسوره برگلی
اسوره برگلی (نروژی: Sverre Berglie; ۱ اکتبر ۱۹۱۰ – ۲۱ اوت ۱۹۸۵) بازیکن فوتبال اهل نروژ بود.
وی همچنین در تیم ملی فوتبال نروژ بازی کرده‌است.